# 皇大神社 (奈良市四条大路)
皇大神社（こうたいじんじゃ）は、奈良県奈良市四条大路4丁目にある神社。

## 歴史
同社の所在地はもと南新村だが、これは慶長11年(1606年)に平松村から分村した。その際、平松の皇大神社より同社を勧請したという。

## 祭神
- 大日霊貴命

## 境内

### 本殿
一間社春日造、見世棚形式。春日大社摂社榎本神社の旧本殿の移しと伝わる。

### 境内社
- 天神社 - 天照大神[3]

## ギャラリー

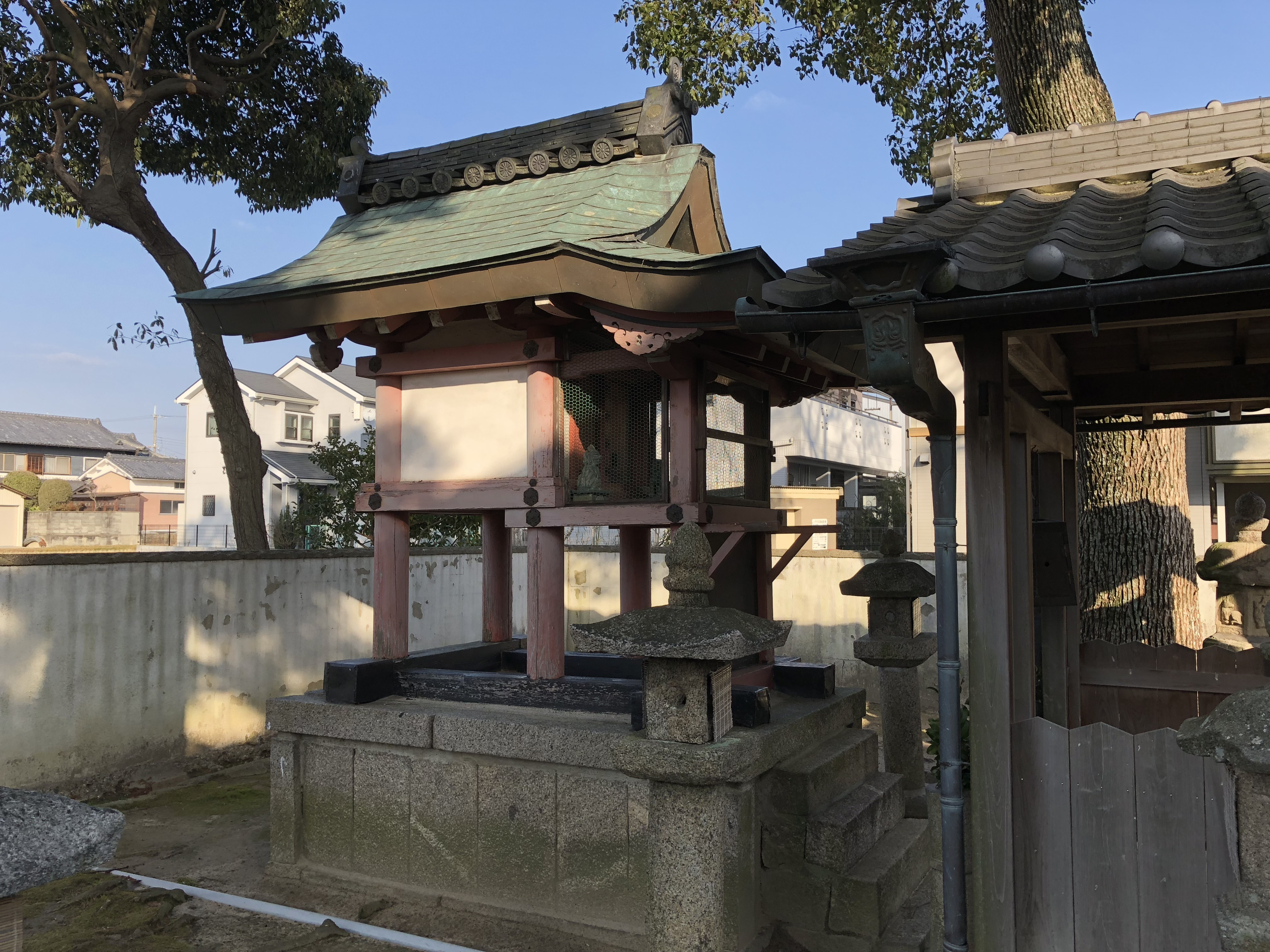
本殿
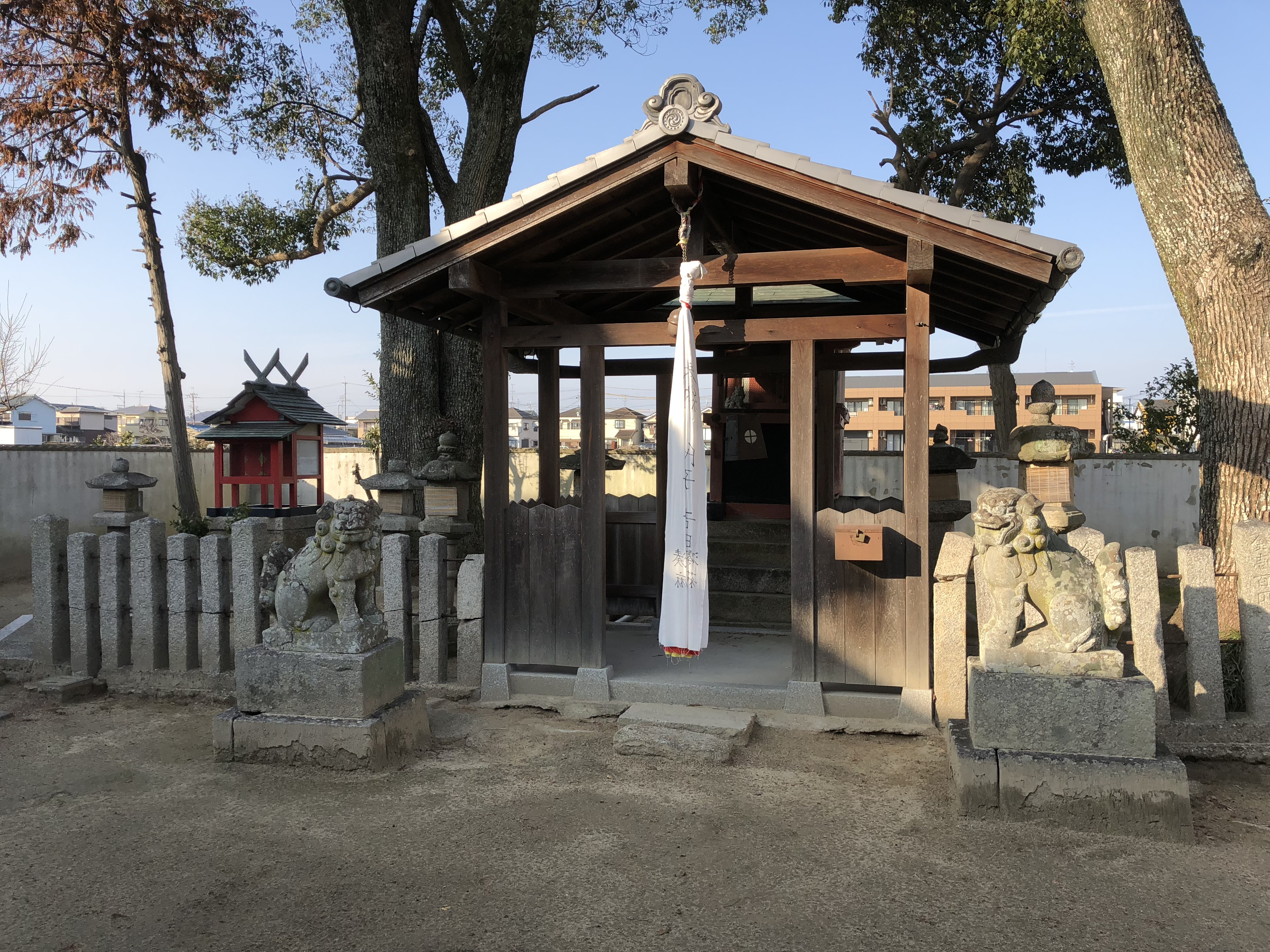
拝殿
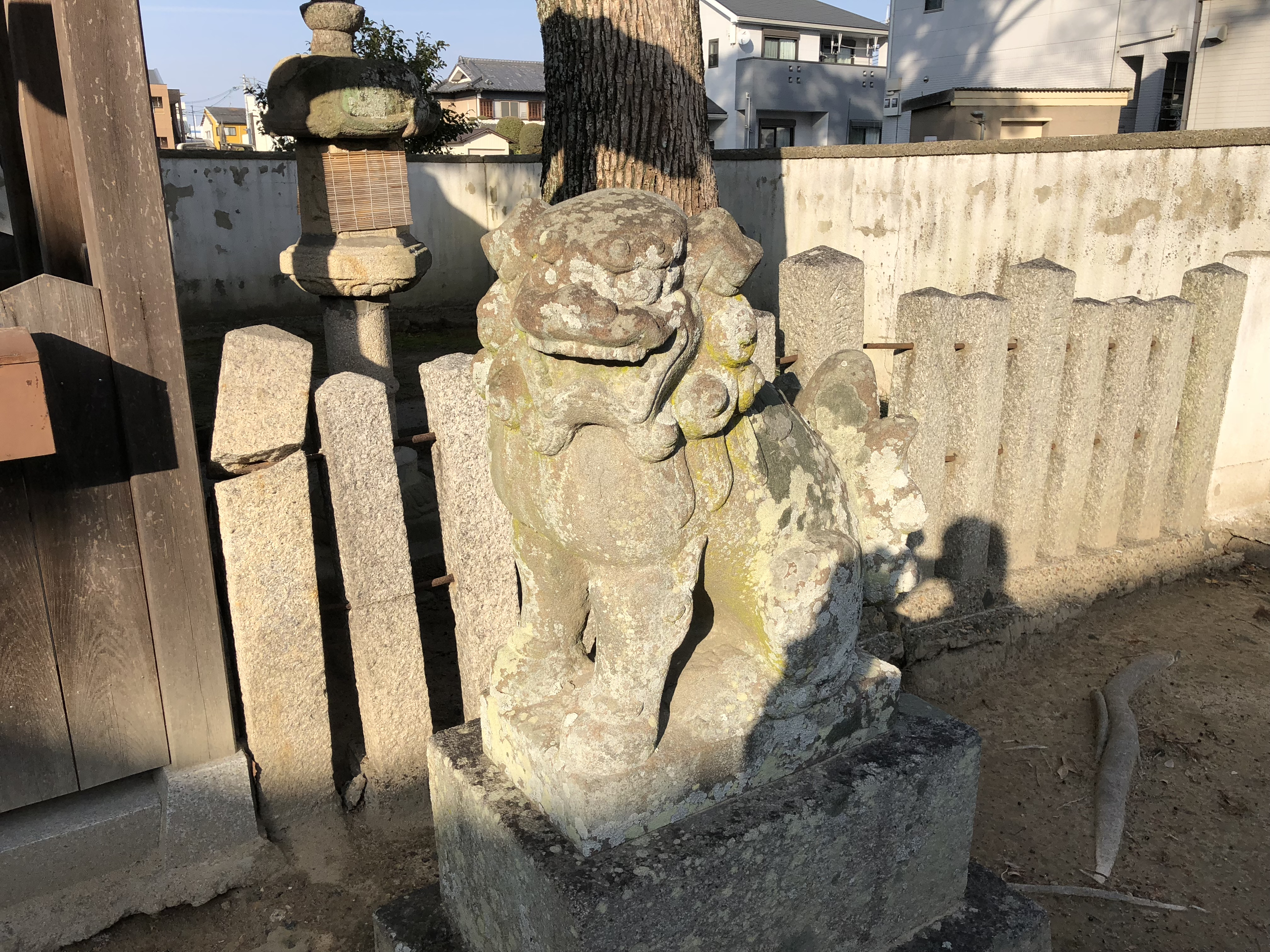
右狛犬
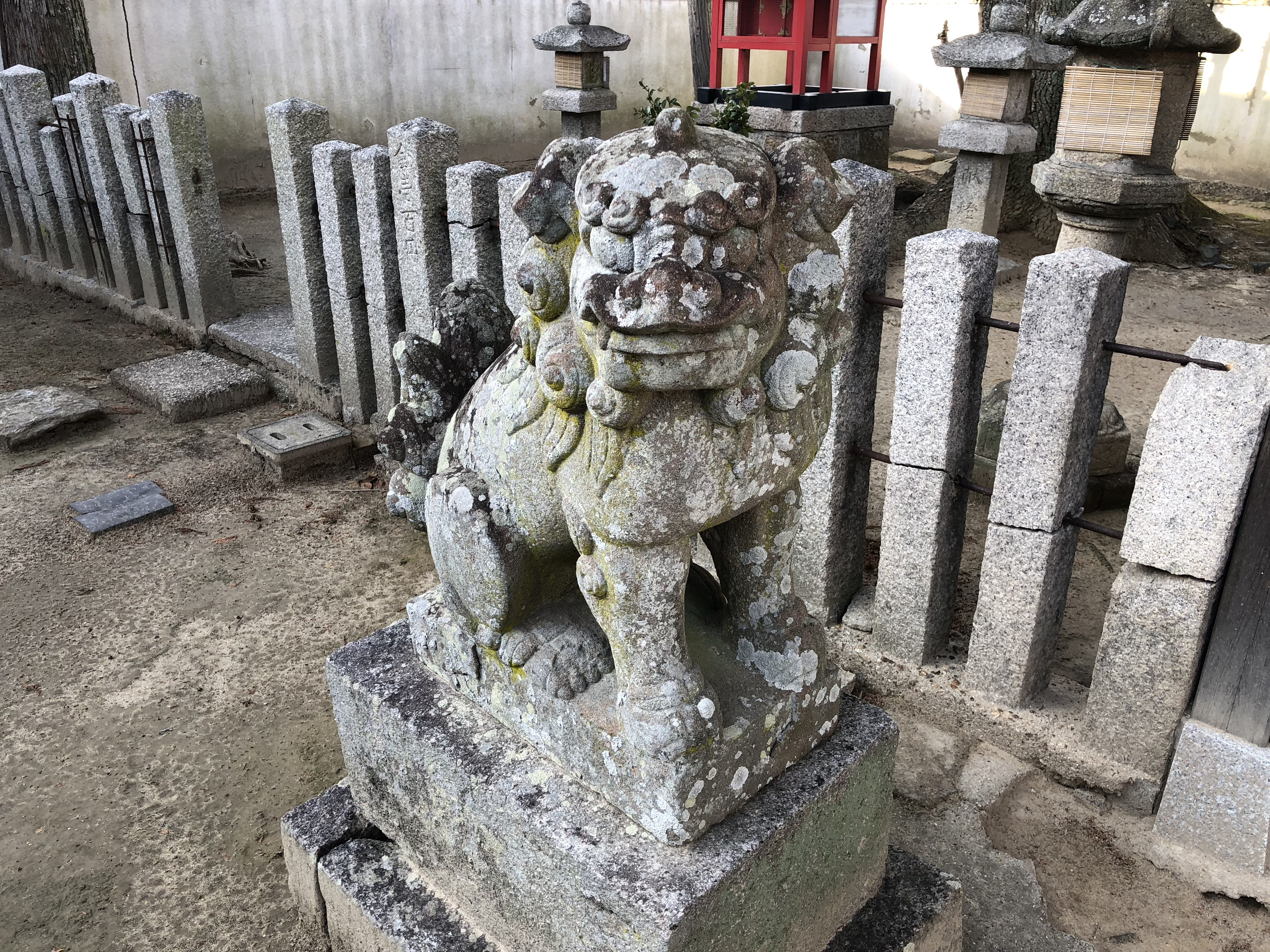
左狛犬
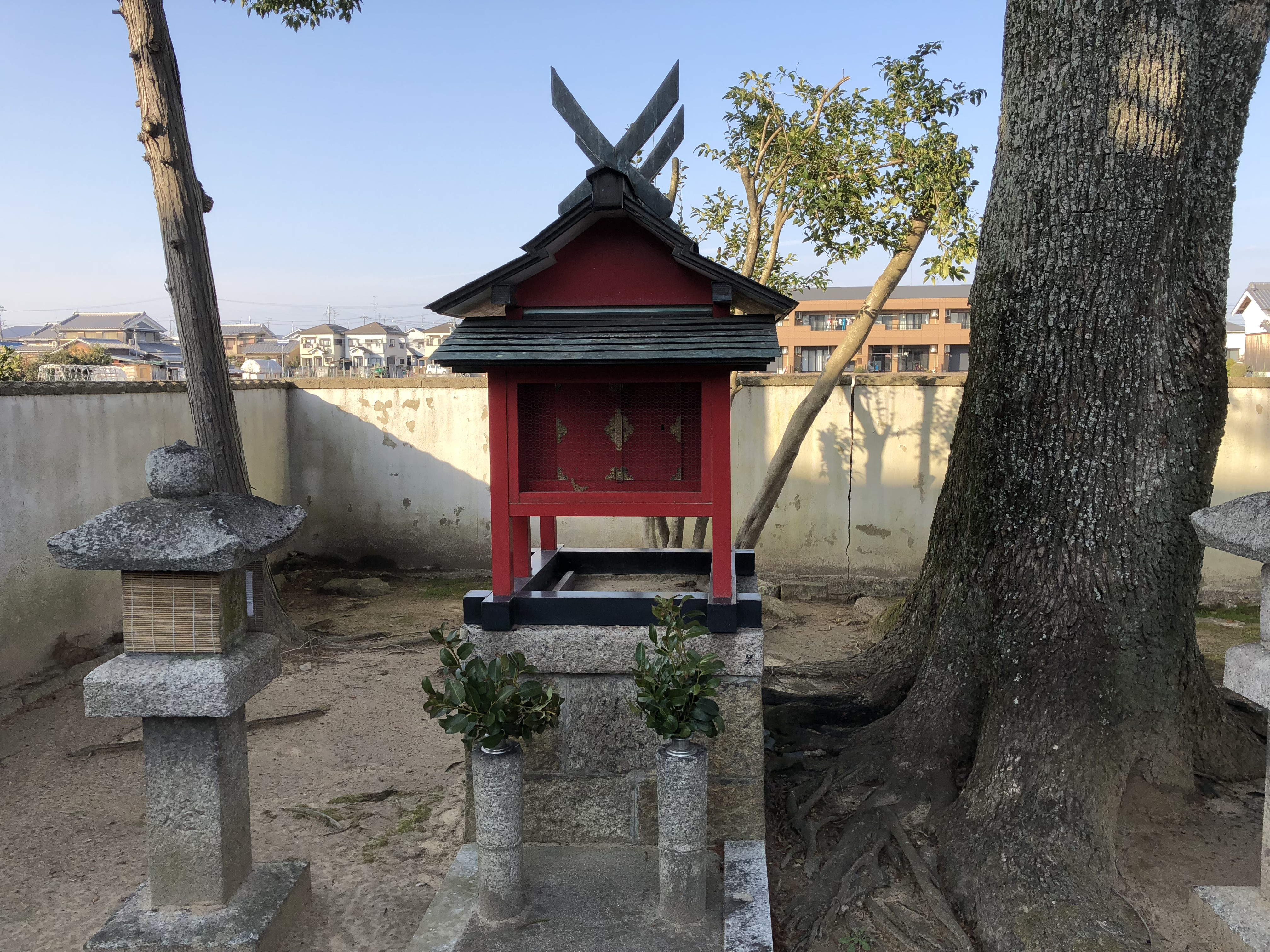
境内社
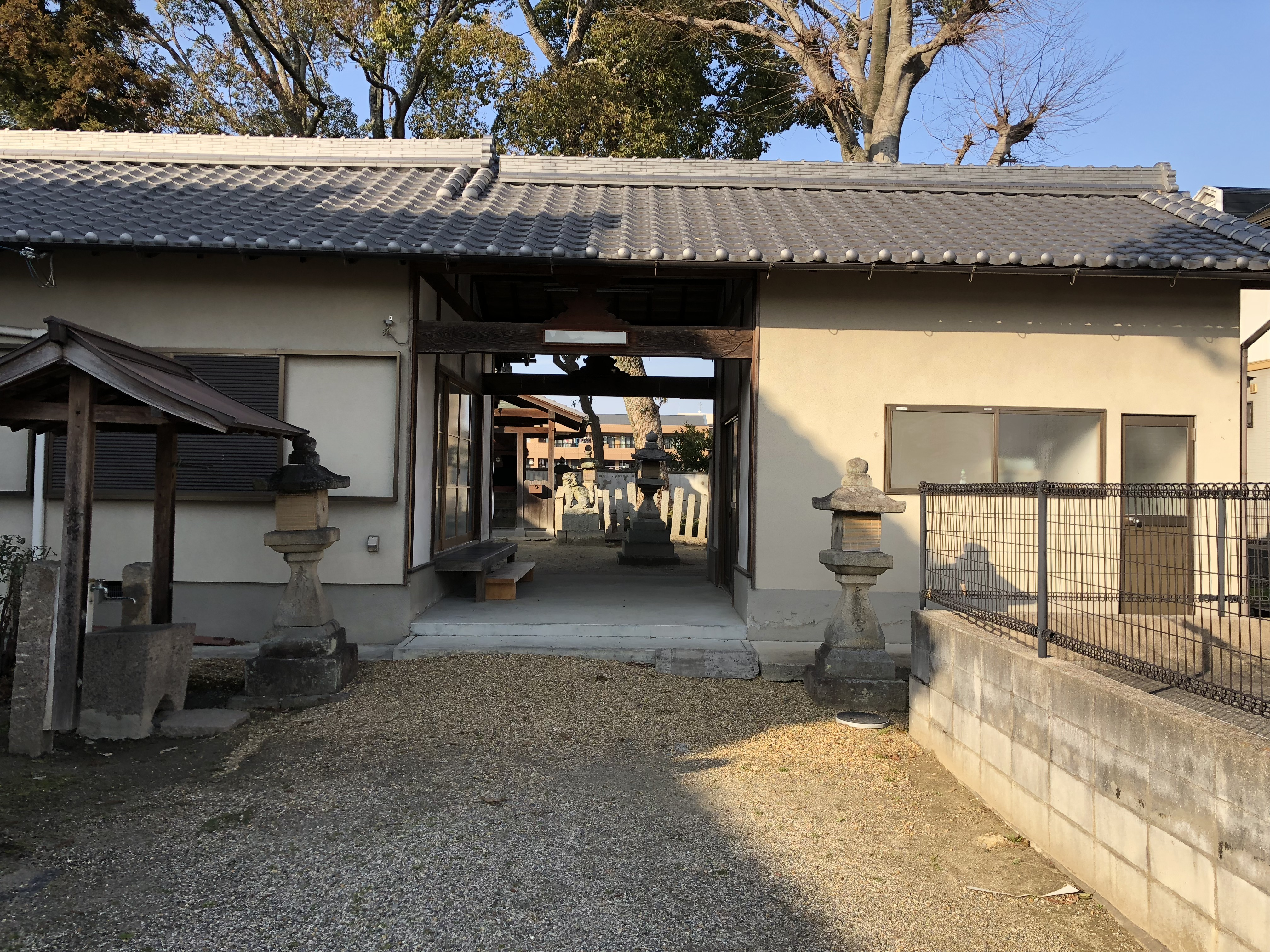
座小屋